# 眼窩下動脈
眼窩下動脈（がんかかどうみゃく）は、頭部の動脈で、上顎骨を走行する。眼窩下孔より起こり、眼窩の下方を走る。

## 経路
眼窩下動脈は顎動脈の枝であるが、しばしば後上歯槽動脈より分岐する。眼窩下神経とともに眼窩下溝および眼窩下管にそって走行し、眼窩下孔より顔面に出、周囲に栄養を供給する。

### 枝
眼窩下管の中で、二つの枝が分かれる。
- 眼窩枝：下直筋、下斜筋、涙嚢に栄養を供給する
- 前上歯槽動脈：上顎切歯、臼歯、上顎洞粘膜に栄養を供給する。

顔面において、いくつかの枝が眼窩の内眼角および涙嚢に向けて走り、顔面動脈の枝である眼角動脈と吻合する。他に鼻に向けて走行し、眼動脈の枝である鼻背動脈と吻合する枝がある。また、上唇挙筋と口角挙筋の間を走行し、顔面動脈、顔面横動脈、頬動脈と吻合する枝がある。

## 追加画像

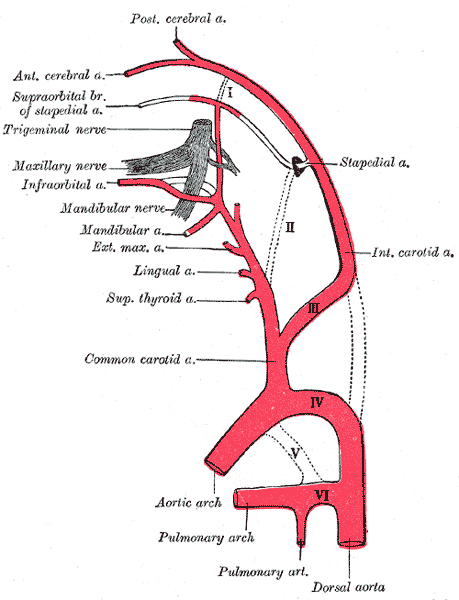
Diagram showing the origins of the main branches of the carotid arteries.
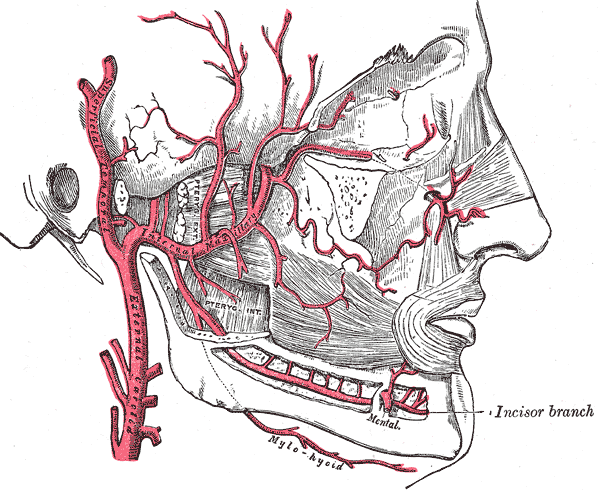
Plan of branches of internal maxillary artery.
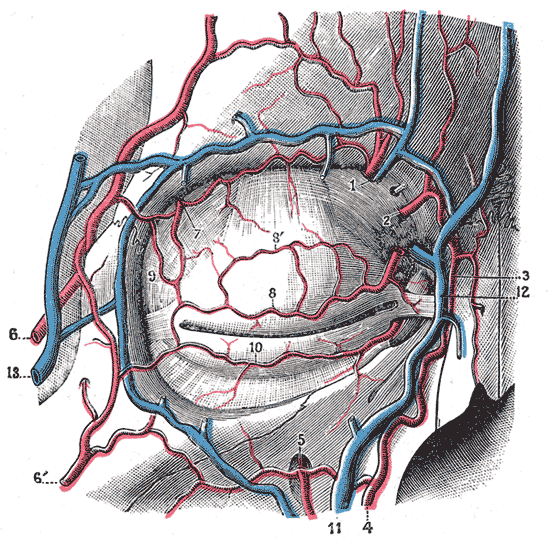
Bloodvessels of the eyelids, front view.

この項目の一部は、現在パブリックドメインとなっているグレイ解剖学からのものです。